# Tatort: Türkischer Honig
Türkischer Honig ist eine Folge der deutschen Fernsehkrimireihe Tatort aus dem Jahr 2014. Der Film des Mitteldeutschen Rundfunks mit dem Leipziger Ermittlerduo Saalfeld und Keppler wurde am 1. Januar 2014 erstmals im Ersten ausgestrahlt. Es handelt sich um die 893. Tatort-Folge und um den 18. gemeinsamen Fall der Ermittler. Eva Saalfeld muss mitansehen, wie ihre Halbschwester vor ihren Augen entführt wird und kurz darauf ein Mord geschieht, der erst auf den zweiten Blick mit der Entführung zu tun hat.

## Handlung
Eva Saalfeld erhält einen Anruf von ihrer Halbschwester Julia, von deren Existenz sie bis zu diesem Tag nichts wusste. Diese bittet um ein Treffen, doch noch ehe es dazu kommt, wird sie vor Evas Augen in ein Auto gezerrt und entführt. Eva leitet sofort die Fahndung ein. Von Hamid Özer, dem Besitzer eines kleinen Restaurants, erfährt Eva, dass ihre Schwester seit über zwei Jahren in Leipzig wohnt und mit ihrem Freund Leon Jentzsch den Süßwarenladen „Türkischer Honig“ betreibt. Ab und zu hilft Julia hier bei ihm im Lokal aus. Er ist der Bruder ihrer Mutter und somit Julias Onkel und würde sie lieben wie eine eigene Tochter.
Eva wird ungewollt mit ihrer eigenen Vergangenheit konfrontiert, denn sie selbst musste ihren Vater vor zwei Jahren verhaften. Er hatte seit 1983 unter falschem Namen im Ausland gelebt, nachdem er einen Menschen getötet hatte. So besucht sie ihn im Gefängnis in der Hoffnung, einen Anhaltspunkt zu finden, wer Julia entführt haben könnte. Da er durch seine kriminelle Vergangenheit jede Menge Feinde haben dürfte, ist es denkbar, dass hier ein Motiv liegen könnte.
Kurz darauf wird der reiche Abdul Gündag in seinem Haus ermordet. Sein Sohn Ersoy Gündag hatte kein gutes Verhältnis zu ihm und gerät unter Tatverdacht. Er ist ein polizeibekannter Krimineller und betreibt eine Shisha-Bar. Doch plötzlich taucht Julia wieder auf, nachdem sie ihren Entführern entkommen ist. Sie gibt an niemanden erkannt zu haben und nicht zu wissen, was die Entführer von ihr wollten. Eva fährt mit ihr dorthin zurück, wo sie festgehalten wurde. Die Spurensicherung kann jedoch nichts Verwertbares finden. Allerdings wird der Jeep ausfindig gemacht, mit dem Julia entführt wurde, und dort sind Fingerabdrücke eines aktenkundigen Kleinkriminellen namens Tim Roloff zu finden, der allerdings flüchtig ist.
Für die Ermittler finden sich schwer Anhaltspunkte, inwiefern Julias Entführung mit dem Mord an Abdul Gündag zu tun haben könnte. Allerdings ist Ersoy Gündag schon seit Jahren in Julia verliebt, da sie aber nur eine halbe Türkin und sehr emanzipiert ist, hat Ersoys Vater ihm den Umgang mit ihr verboten. Er hat sich für seinen Vater und dessen Geld entschieden. Nach dem Tode seines Vaters vermisst er ein schwarzes Notizbuch. Da dort alle Schuldner aufgeführt sind, ist er sicher, dass einer davon der Mörder ist. Auch Julia hatte sich über ihren Onkel bei seinem Vater Geld geliehen, das er schon länger zurückhaben wollte.
So stellt sich am Ende heraus, dass Julia die Entführung selber arrangiert hatte. Damit es so echt wie möglich wirkt, bestellte sie ihre Schwester als Zeugin dazu und weihte niemanden weiter ein. Sie wollte damit erreichen, dass jeglicher Verdacht auf Ersoy Gündag fallen würde und sie ihm damit einen gehörigen Denkzettel verpassen würde. Julia gibt im Verhör zu, dass selbst ihr geliebter Onkel nichts von ihrem Vorhaben wusste. Doch sie rechnete nicht damit, dass es ihm so nahegehen würde, dass er sich so für sie einsetzen würde. Als das schwarze Notizbuch bei Hamid Özer gefunden wird, gibt dieser zu, Gündag erschlagen zu haben.
Julias Onkel gibt an, dass Gündag gleich nach der Entführung bei ihm war, und aus seiner Bemerkung entnahm er, dass er hinter Julias Entführung stecke. Als er ihn zur Rede stellen wollte, demütigte Gündag ihn nur und so erstach ihn Hamid.

## Hintergrund
Die Handlung des Films fußt stellenweise auf Ereignissen aus der Tatortepisode Nasse Sachen, bei der Saalfelds tot geglaubter Vater wieder in Erscheinung tritt und mittlerweile eine Haftstrafe verbüßen muss. Die Dreharbeiten zu diesem Tatort erfolgten in Leipzig und der Umgebung von Leipzig.

## Rezeption

### Einschaltquoten
Die Erstausstrahlung von Türkischer Honig am 1. Januar 2014 wurde in Deutschland von 7,98 Millionen Zuschauern gesehen und erreichte einen Marktanteil von 21,1 % für Das Erste. Beim Tatortblog erreicht die Episode Platz 604 von 919 möglichen.

### Kritiken
Volker Bergmeister meint auf tittelbach.tv zu diesem Leipziger Tatort: „Regisseurin Christine Hartmann gelingen einige atmosphärische Passagen – die Fahrt von Keppler und Eva Saalfeld im schicken Ami-Schlitten (zu türkischen Klängen) gehört dazu. […] Aber Vieles ist auch nur konventionell und erwartbar inszeniert: Verhörszenen, Ermittlungsarbeit – voll ermüdender, weil erklärender Dialoge. […] Josefine Preuss […] gerät mit dieser zerrissenen, geheimnisvollen Figur der Julia an ihre Grenzen. Sie spielt das Emotionale sehr stark nach außen gewandt, ein wenig zurückgenommener wäre mehr gewesen. […] Türkischer Honig ist ein süßes Zeug – zu viel sollte man davon nicht genießen. Auch dieser ‚Tatort‘ macht einen recht schnell satt.“
Bei Filmstarts.de vergibt Lars-Christian Daniels zwei von fünf möglichen Sternen. Er meint: „Ein bisschen viel Familie für neunzig Minuten Krimi: Trotz reichlich Tränen und eines soliden Kriminalfalls ist der Auftakt ins neue ‚Tatort‘-Jahr eine Enttäuschung. Dazu tragen neben den klischeebeladene Figuren auch die hölzernen Dialoge und der unbeholfene Versuch einer Annäherung an die türkische Kultur bei.“
Auch Frank Preuß bei Derwesten.de äußert sich kritisch und meint: „Der Tatort aus Leipzig bietet bittere Erinnerungen und tragische Familienkonflikte. Doch so rasant der Fall auch beginnen mag, er flacht ganz schnell ab und landet in der Abteilung Routineermittlung.“
Bei Stern.de empfindet Dominik Brück, dass in diesem Tatort viel zu „viele Handlungsstränge“ eingebaut seien, was ihn für „den Zuschauer teilweise […] nur schwer verständlich“ mache. Positiv zu bewerten sei: „Trotz der vielen kleinen Geschichten und Beziehungsgeflechte passt am Ende des Leipziger ‚Tatorts‘ doch noch alles zusammen. Die Geschichte wird abgeschlossen, ohne dass es viele offene Fragen gibt. […] Am Ende bleibt ein mittelmäßiger Tatort mit einigen Längen, den man aufgrund der guten schauspielerischen Leistungen der Hauptdarsteller aber durchaus anschauen kann.“
Die Kritiker der Fernsehzeitschrift TV Spielfilm meinten, dass diese Episode eine „total überladene Familienaufstellung“ sei.